# Backlash (2001)
 (août 2016).
Pour les articles homonymes, voir Backlash.
Backlash 2001 est un événement de catch qui s'est déroulé le 29 avril 2001 au Allstate Arena de Chicago dans l'Illinois.
| #                                                          | Résultats                                                                                                  | Stipulations                                            | Commentaires | Durée |
| ---------------------------------------------------------- | --- | ------------------------------------------------------- | --- | ----- |
| Sunday Night Heat match                                    | Jerry Lynn bat Crash Holly (c)                                                                             | Match simple pour le WWF Light Heavyweight Championship | - Lynn a effectué le tombé sur Crash avec un Inside Cradle. | 03:37 |
| Sunday Night Heat match                                    | Lita bat Molly Holly                                                                                       | Match simple                                            | - Lita a effectué le tombé sur Molly après un Twist of Fate et un Moonsault.                                                                                   | 02:40 |
| X-Factor                                                   | (X-Pac, Justin Credible et Albert) battent The Dudley Boyz (Bubba Ray, D-Von) et Spike                     | 6-Man Tag Team Match                                    | - X-Pac a effectué le tombé sur Bubba Ray après un X Marks the Spot.                                                                                           | 07:59 |
| 1                                                          | Rhyno (c) bat Raven                                                                                        | Match simple pour le WWF Hardcore Championship          | - Rhyno a effectué le tombé sur Raven après un Gore. | 08:10 |
| 2                                                          | William Regal bat Chris Jericho                                                                            | Duchess of Queensbury Rules Match                       | - Regal a effectué le tombé sur Jericho après l'avoir frappé avec une chaise.                                                                                  | 12:11 |
| 3                                                          | Chris Benoit bat Kurt Angle                                                                                | Ultimate Submission Match                               | - Benoit l'emporte 4 à 3 aux prolongations. | 31:31 |
| 4                                                          | Shane McMahon bat The Big Show                                                                             | Last Man Standing match                                 | - McMahon l'a emporté après un elbow drop du haut du Titan Tron sur Big Show à travers une table. - Pendant le match, Test est intervenu en faveur de McMahon. | 11:53 |
| 5                                                          | Matt Hardy (c) bat Christian et Eddie Guerrero                                                             | Triple Threat match pour le WWF European Championship   | - Matt a effectué le tombé sur Christian après un Twist of Fate. - Pendant le match, Edge et Jeff Hardy sont intervenus en faveur de leur frère respectif.     | 06:52 |
| 6                                                          | Steve Austin (WWF Champion) et Triple H (WWF Intercontinental Champion) battent The Undertaker et Kane (c) | Tag team match pour le WWF Tag Team Championship        | - Triple H a effectué le tombé sur Kane après lui avoir donné un coup de sledgehammer. - Les trois titres étaient en jeu dans le match.                        | 27:11 |
| (c) désigne le champion défendant son titre dans le match. | |                                                         | |       |